# 오례
오례(五禮)는 세종실록에 수록된 국가의례를 집대성한 것이다. 조선 세종 26년 (1444) 10월에 첨지중추원사 변효문(卞孝文), 정척(鄭陟)등에게 태종 때 허조(許稠)가 이미 정해놓은 길례와 이미 완성된 사례(四禮)를 아울러 국가의례를 정리하도록 하여 문종 1년 (1451년)에 완성했고 세종실록의 끝부분에 부록으로 했다.

## 개요
오례는 조선왕조에서 이미 시행하던 전례(典禮)와 고사(故事)를 취하고, 아울러 당(唐), 송(宋)의 옛날 제도와 명(明)의 제도를 취하였는데 이 모든 과정에 세종이 참여하여 결정하였다. 길례(吉禮), 가례(嘉禮), 빈례(賓禮), 군례(軍禮), 흉례(凶禮)가 그 다섯 가지의 예(禮) 이고 이 예의 종류와 그에 합당한 의식(儀式)을 정리해 놓은 것이 오례이다. 세종실록 부록에 나오는 이 오례의 구성은 서문(序文), 길례서례(吉禮序例), 길례의식(吉禮儀式), 가례서례(嘉禮序例), 가례의식(嘉禮儀式), 빈례서례(賓禮序例), 빈례의식(賓禮儀式), 군례서례(軍禮序例), 군례의식(軍禮儀式), 흉례서례(凶禮序例), 흉례의식(凶禮儀式)이다.

## 참고 문헌
1. ↑  세종실록 106권, 26년(1444 갑자 / 명 정통(正統) 9년) 10월 11일(병진) 6번째 기사
2. ↑  세종실록 부록 ◎ 오례(五禮) 서문(序文)
3. ↑  세종실록 부록 오례(五禮)